# Honkytonk Man
Pour les articles homonymes, voir Honky tonk (homonymie) et The Honky Tonk Man.
Pour plus de détails, voir Fiche technique et Distribution.
Honkytonk Man est un film américain réalisé par Clint Eastwood et sorti en 1982.

## Synopsis
Durant la Grande Dépression, Red Stovall est un guitariste talentueux de country. Sentant qu'il passe à côté de sa carrière, il décide d'entreprendre un voyage en voiture à travers les États-Unis avec son neveu Whit, ainsi que son grand-père pour passer une audition au Grand Ole Opry à Nashville, Tennessee. Malheureusement, Red est atteint par la tuberculose et son désir d'enregistrer un disque semble sérieusement compromis. Chemin faisant, il fait la connaissance de Marlène, une bonne à tout faire. Elle est piètre chanteuse mais prête à tout pour quitter son trou et rejoindre Nashville où elle espère faire carrière dans la chanson. Elle sera le dernier rayon de soleil de Red, juste avant que celui meure de la maladie, et juste au moment où il enregistrait, enfin, un disque, avec une maison de disque de New york, venue auditionner de nouveaux talents à Nashville; le neveu quitte le cimetière en compagnie de Marlène et annonce qu'il part rejoindre ses parents, partis de l'Oklahoma vivre en Californie, Marlène veut se joindre à lui, car elle dit qu'elle a toujours voulu aller en Californie.

## Fiche technique
Sauf indication contraire, les informations mentionnées dans cette section peuvent être confirmées par la base de données cinématographiques IMDb,  présente dans la section « Liens externes ».
- Titre original et francophone : Honkytonk Man
- Réalisation : Clint Eastwood
- Scénario : Clancy Carlile, d'après son propre roman du même nom
- Musique : Steve Dorff
- Photographie : Bruce Surtees
- Montage : Joel Cox, Michael Kelly et Ferris Webster
- Décors : Edward C. Carfagno
- Production : Clint Eastwood

Producteur délégué : Fritz Manes
- Société de production : The Malpaso Company
- Société de distribution : Warner Bros. (États-Unis)
- Pays de production :  États-Unis
- Format : Couleurs - 1,85:1 - Dolby - 35 mm
- Genre : drame musical, road movie
- Durée : 122 minutes
- Dates de sortie[1] :
  - États-Unis : 15 décembre 1982
  - France : 15 novembre 1983
- Affiches : Bill Gold (États-Unis), Jouineau Bourduge (France)

## Distribution
- Clint Eastwood (VF : Jean-Claude Michel) : Red Stovall
- Kyle Eastwood (VF : Mathias Kozlowski) : Whit
- John McIntire (VF : Jacques Dynam) : le grand-père Wagoneer
- Alexa Kenin (VF : Nathalie Regnier) : Marlene
- Verna Bloom (VF : Denise Metmer) : Emmy
- Barry Corbin (VF : Michel Modo) : Arnspringer
- Matt Clark : Virgil
- Jerry Hardin (VF : Jean-Claude Montalban) : Snuffy
- Tim Thomerson (VF : Hervé Bellon) : l'agent de police
- Macon McCalman : Dr Hines
- Joe Regalbuto (VF : Gérard Berner) : Henry Axle
- Gary Grubbs : Jim Bob
- Rebecca Clemons (VF : Annie Balestra) : Belle
- Johnny Gimble : Bob Wills
- Linda Hopkins (VF : Paule Emanuele) : la chanteuse de blues
- John Russell : Jack Wade
- Marty Robbins : Smoky (caméo)
- Porter Wagoner : Dusty (caméo)
- Ray Price : Bob Wills (caméo)
- Merle Travis : le playboy texan (caméo)

## Production

### Genèse et développement
L'histoire du personnage principal Red Stovall s'inspire en partie de la vie des célèbres chanteurs de country Jimmie Rodgers et Hank Williams.
Le rôle de grand-père Wagoneer est initialement prévu pour James Stewart, mais l'acteur le refuse. Le rôle revient finalement à John McIntire.
Plusieurs artistes de musique country (Marty Robbins, Porter Wagoner, Ray Price et Merle Travis) font une apparition dans le film. Ce film marque d'ailleurs la dernière apparition à l'écran de Marty Robbins, décédé quelques jours seulement avant la sortie américaine du film.

### Tournage
Le tournage a lieu en Californie (Birds Landing, Mountain Ranch, Sheepranch, Latrobe) dans le Nevada (Fallon, Carson City, Dayton, Gardnerville, ) ainsi qu'à Nashville dans le Tennessee.

## Accueil
Le film reçoit des critiques plutôt positives. Sur l'agrégateur américain Rotten Tomatoes, il récolte 93% d'opinions favorables pour 14 critiques presse et une note moyenne de 7,02⁄10. Sur Metacritic, il obtient une note moyenne de 50⁄100 pour 12 critiques.
Côté box-office, le film est un échec : il n'enregistre que 4 484 991 $ sur le sol américain et 50 371 entrées en France. C'est l'un des plus mauvais résultat pour un film de Clint Eastwood,.

## Distinction
Lors des Razzie Awards 1983, le film obtient une nomination au prix de la plus mauvaise chanson pour No Sweeter Cheater Than You.

## Citation
- Red Stovall passe une audition dans une salle de spectacle et propose de chanter une chanson triste. Le tenancier du lieu approuve ce choix avec ces mots : « Un gars qui meurt ça plait au public, ça ».